# Golfo de Gaeta
El golfo de Gaeta es un golfo del mar Tirreno que se encuentra en  la parte central de la costa occidental de Italia,  algo al norte del golfo de Nápoles. Está delimitado por el promontorio de Circeo al noroeste, las islas Pontinas al oeste y la isla de Isquia al sureste. Las costas del golfo pertenecen al Lacio (Provincia de Latina) y a la Campania (Provincia de Caserta y Ciudad metropolitana de Nápoles).
Frente al golfo se encuentran las islas Pontinas: Ponza, Ventotene, Palmarola, Isla de Santo Stefano, Zannone y el islote de Gavi. 
Las principales ciudades con vistas al golfo son San Felice Circeo, Terracina, Sperlonga,  Gaeta, Formia, Minturno, Sessa Aurunca, Cellole, Mondragone, Castel Volturno y Bacoli. 
El golfo tiene una fuerte vocación turística, gracias a varias playas situadas entre San Felice Circeo, Terracina, Sperlonga, Gaeta, Formia, Minturno y Baia Domizia (litoral de Sessa Aurunca y Cellole). El puerto más importante es el puerto comercial de Gaeta, mientras que los puertos de Terracina y Formia tienen conexiones con las dos islas Pontinas mayores. 
En el golfo desembocan los ríos Garigliano (158 km) y el Volturno (175 km).

Galería
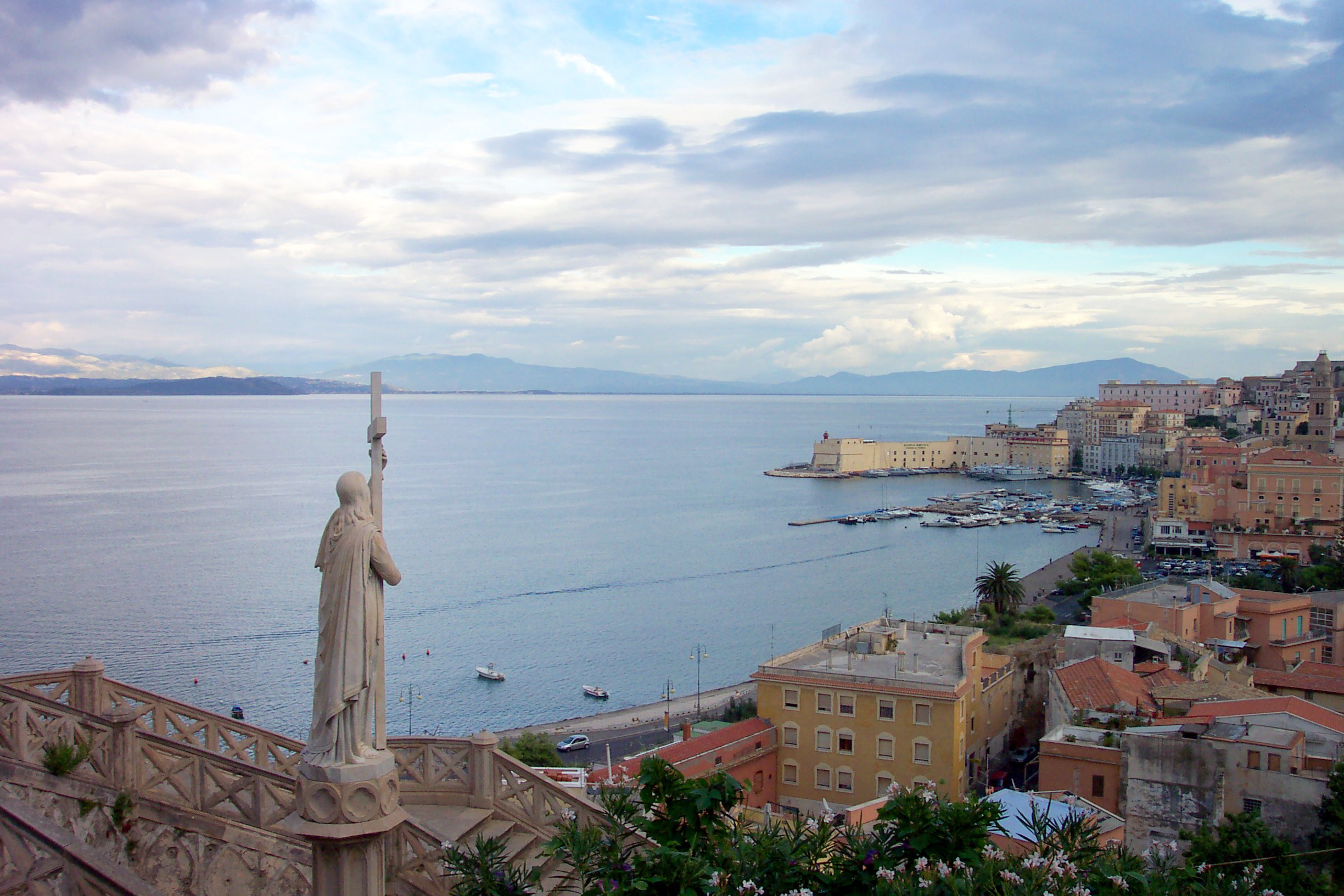
Vista del golfo desde la iglesia de San Francisco de Gaeta
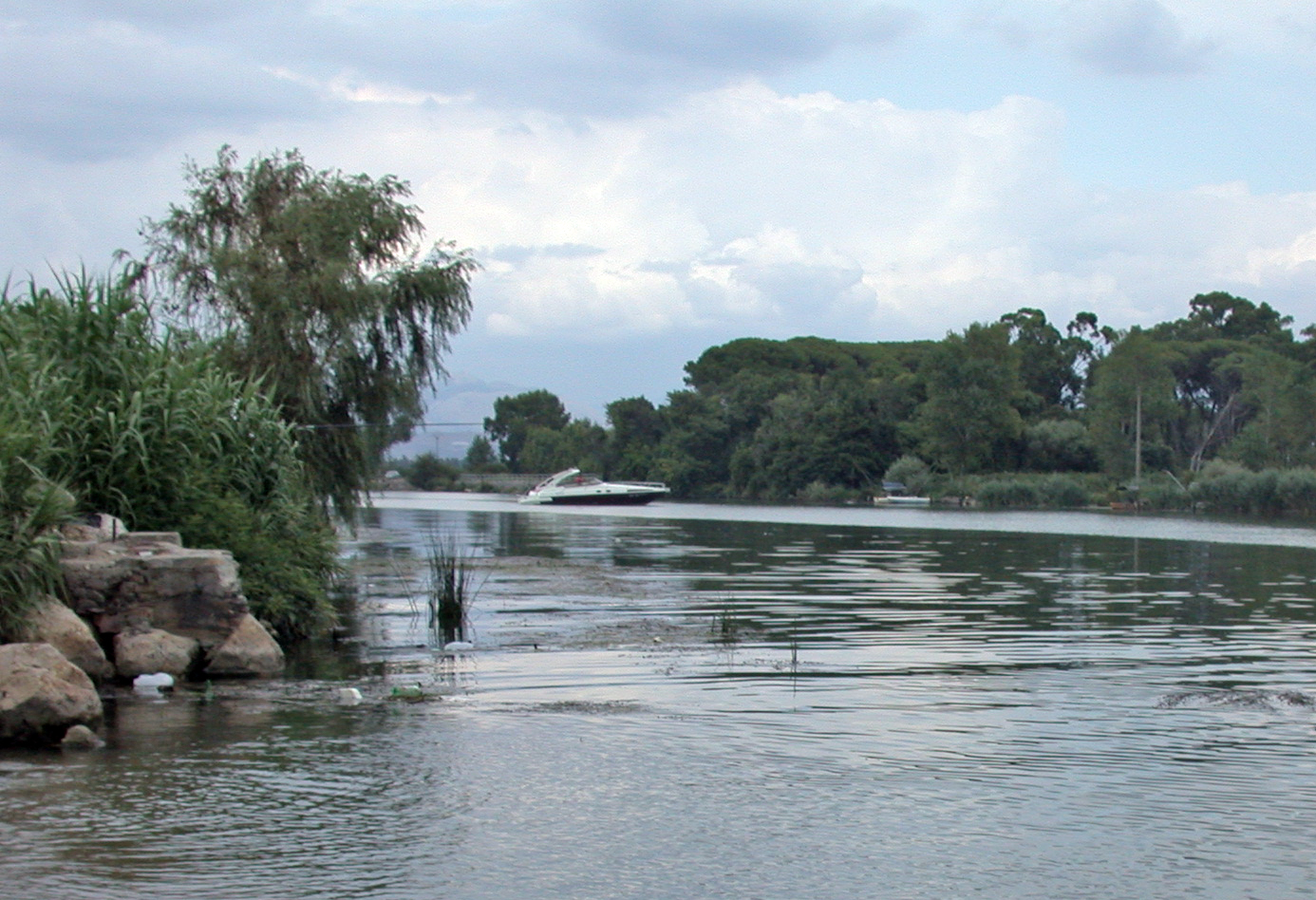
Desembocadura del río Garigliano
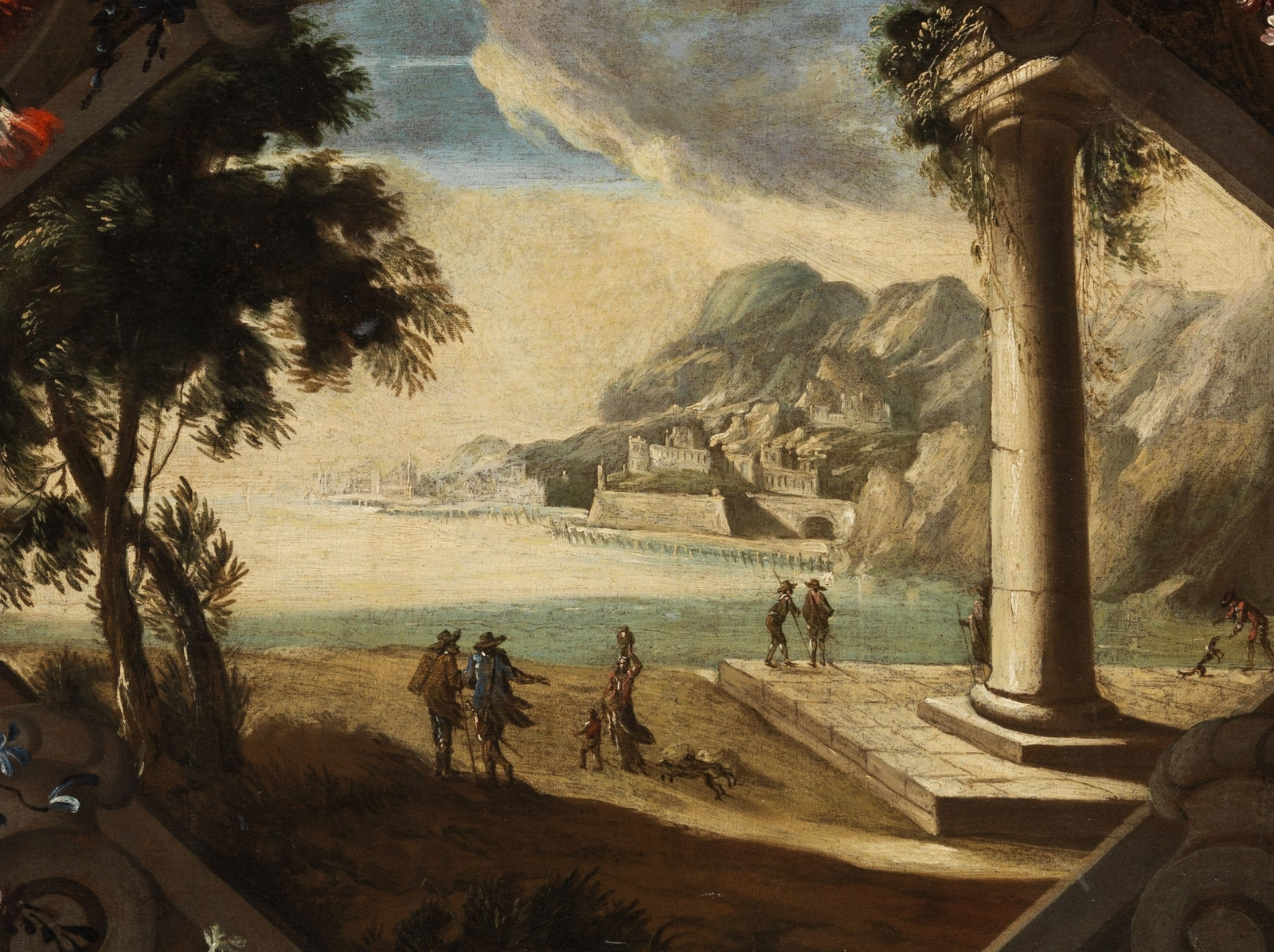
Pintura del Golfo de Gaeta entre 1660 y 1690